# 河村隆一
河村 隆一（かわむら りゅういち、1970年5月20日 - ）は、神奈川県出身の日本のミュージシャン、歌手。LUNA SEAおよびTourbillonでは「RYUICHI（リュウイチ）」のバンドネームも用いており、それぞれでボーカリストを担当する。また、俳優・小説家・レーサーとしても活動し、ЯK（アール・ケー）名義による音楽プロデュース業も行う。既婚。身長171cm。血液型O型。愛称はRYU(リュウ)ちゃん。

## 略歴
神奈川県立栗原高等学校を経て、日本工業大学付属東京工業高等学校（現・日本工業大学駒場高等学校）中退。
1989年5月6日、ヴィジュアル系ロックバンド、LUNA SEAにヴォーカリストとして加入。
1992年、LUNA SEAとしてメジャー・デビュー。インディーズ時代は床に届くほどのロングヘアーをしており、ライブでは第六のメンバーとしてファンを「SLAVE（奴隷）」と呼ぶなど、アングラなイメージを打ち出していた。LUNA SEAの人気が上昇していった1994年頃に現在の短い髪型に変える。
1997年のバンド活動休止に伴い本名でのソロ活動を開始。バンドのイメージとは異なるポップなキャラクターを前面に出し、またバラエティー番組（主にとんねるず司会番組）やドラマへの出演もこなした。12月にLUNA SEAとしての活動を再開し、2000年12月の「終幕」宣言でLUNA SEAは解散（ソロでの活動は下記の#ソロ活動を参照）。2005年、INORANやH.HAYAMAとTourbillonを結成し、7月2日の日本武道館公演(Un Tourbillon)より活動を開始。
2006年1月23日、2002年ミス日本グランプリの佐野公美と結婚したことがスポーツ報知により明らかになった。河村は入婿である。2009年6月、第1子となる男児が誕生。同年7月29日にエイベックス移籍を発表。
2019年1月11日、肺腺癌の手術を受ける。2021年12月23日、ファンクラブイベントにて、LUNA SEAの全国ツアー終了後に、声帯にできた静脈瘤(微小血管病変)を除去する手術を行い、充電期間(活動休止)に入ることを発表した。2022年2月9日、静脈瘤の手術を受けた旨を報告。

### ソロ活動
1997年に発売された4枚のシングルは全てヒットを記録（特に2枚目のシングルである「Glass」はミリオンセラーを達成した）、アルバム『Love』は男性ソロアーティストのアルバム売上歴代1位を記録（現在もこの記録は破られていない）。ソロ・デビュー1年目にして、1997年末の『第48回NHK紅白歌合戦』にも初出場を果たした。他アーティストへの楽曲提供も積極的に行い、1998年の長者番付歌手部門では第1位となった。LUNA SEA終幕後も積極的にソロ活動を展開し、2001年末には『第52回NHK紅白歌合戦』へ4年振り2回目の出場と成った。2002年にテレビ朝日系ドラマ『九龍で会いましょう』で女優の石田ゆり子と共演。上三条秀太郎役を演じた。
自らプロデュースした歌手へ楽曲提供したものを、自身のアルバムでセルフカバーしている。ライブで定番となった「深愛〜only one」や「小さな星」、「好き」、「浪漫」、「きらら」、「in the sky」、「my first love」、「Christmas」、「涙色」、「きよしこの夜」、「古の炎」などは、Say a Little Prayer、工藤静香、上原多香子、猿岩石、酒井法子、氷川きよし、ケリー・チャンらに楽曲提供した曲である。2006年にリリースした自身初のカバー・アルバム『evergreen 〜あなたの忘れ物〜』では、1970〜1980年代に流行った曲をアレンジして歌っている。また、LUNA SEA時代にリリースした「I for You」もカバーしている。同年末には自身初のディナーショーも行った。2007年10月31日に「Once Again」をリリース。河村が2003年のツアーからライブで既に披露している楽曲。同年12月5日、2枚目のカバー・アルバムとなる『evergreen anniversary edition』をリリース。このアルバムではファンクラブのリクエストやスポーツニッポンのリクエストを参考に楽曲がチョイスされている他、自身のこれまでのシングルをセルフカバーし、ライブDVDまでついた3枚組としてリリースされる。
2013年5月29日、18枚目シングル「七色」をリリース。自身初のドラマ主題歌に使用された。また、この日はLUNA SEAを結成してから25年目という日でもある。同年9月4日に発売されたDEAD ENDのトリビュート・アルバム『DEAD END Tribute -SONG OF LUNATICS-』に、ボーカルとして「I Can Hear The Rain」をカバーしている（RYUICHI名義）。DEAD ENDのヴォーカルMORRIEのファンであり、一説では衣装や髪形、ライブパフォーマンスはMORRIEを強く意識したものである。2020年の大晦日、ももいろ歌合戦（BS日テレ・ニッポン放送・AbemaTV）へ初出場。

## 人物

### 趣味・嗜好

#### サーフィン
ソロデビュー時は波に関する歌詞や編曲も見られたが、現在は「サーファー耳」という病気が進行し、これ以上続けると聞こえなくなる可能性があるため現在は控えている。

#### ボクシング
自身のDVDでもシャドーする動画が見られる。元WBC世界スーパーフライ級王者の徳山昌守の防衛戦では、「君が代」も歌唱した。なお、好きなボクサーにはメキシコのリカルド・ロペスを挙げている。

#### 腕時計
腕時計に対するこだわりが非常に強いことでも有名である。また両者の共通点を見出して、よく音楽を時計と結びつけて語ることがある。特にどんなものであっても「真ん中に在るもの」が大事であると考えており、極みに近づくその姿勢を好んでいる。
時計への思いが強くなってから最初に手にしたのは西城秀樹から贈られた、ブライトリングのクロノマットであり、26～27歳の時にスケルトン・トゥールビヨンを購入した。以来様々な時計に触れ、特に気に入っていたのはパテック・フィリップだった。彼によれば、腕時計を何本も持つほど好きなのは、「クラッシック音楽の様でもあり..またロックを感じる部分が多いから」と自身のブログで語っている。
彼は元来、機械を眺めることが好きだったことから、気がつくと自動車とともに夢中になっていたという。時計ではディテールや文字盤などデザインを眺めるのが好きとのこと。
2021年初夏には自身がプロデュースした「Verse o’Clockシリーズ」が発売。スイスの腕時計ブランド、CzapekとOphionの腕時計、トルコのBosphorus Leather製ウォッチロール、そして自身の書き下ろし曲が同じ名前で発表された。時計もしくはウォッチロールを購入すると、本シリーズのための書き下ろし曲のオルゴールバージョンがMP3ファイルとして付属した。

#### 自動車
フェラーリ・288GTOを所有するなど自動車マニアでもあり、自身のレースチームも持つ。土屋圭市（愛称：ドリキン）と親交があるほか清水草一とトークショーを開くなど、業界人との交流も深い。また国内A級ライセンス取得を目指しており、サーキットを走行するほか公式レースにも参戦している。2007年のF1日本GPでは「君が代」独唱を担当した。
ドリフトにも注目しており、フェラーリでドリフトする為の練習用に購入した日産・スカイラインを左ハンドルに改造するなどしており、実績も2005年7月には、320PSにチューンした愛車の日産・シルビア（S14前期型）でドリフト天国主催の第1回ORCドリフトドリームマッチに参戦。ゼッケン19番、ドリキンのレーシングギアを身につけてマシンに乗り込んだ。単独走行では途中でイン側に乗り上げてしまったが、完走した。追走 BEST16ラウンドではシルビア（S13型）を操る、タレントでありレーシングドライバーでもあるヒロミと対戦し、勝利した。後攻スタートではイン寄りの控え目な動きだったが、先攻スタートではアンダーステア気味で大回りしたものの、体勢を立て直してフィニッシュした。続く追走 BEST8ラウンドではBMW・M3（E36型）を操る、ドイツ出身のドミニク・シュワガーと対戦。先攻では2台とも同時にスピンしてしまった。後攻でも焦ったのか、イン寄りのラインからスピンした。2006年9月の第2回では特別審査員、2007年10月の第3回ではゲスト審査員を務めた。

#### ゴルフ
2018年のザ・レジェンド・チャリティプロアマトーナメントでは著名人の部で２位に入賞した。

### エピソード

#### LUNA SEA関連
LUNA SEAには5人のメンバーの中で最後に加入している。
高校二年で中退し、17歳の時上京。アパートを借りることができず、友人の家を転々としながら、アルバイトとバンド活動をしていた。町田のライブハウスでLUNA SEA（当時LUNACY）に出会い、バンド解散とLUNA SEAのボーカル脱退に伴い加入した。
LUNA SEAのインディーズ時代は数々のアルバイトをしていた。2006年5月6日発売の『音楽と人』で「せっかくアルバイトが決まっても、週6日リハーサルで1日ライブっていう生活をしていたからすぐにクビになっちゃった。」と語っている。また、2008年1月22日放送の『徹子の部屋』では「アルバイトではいろいろな体験をした。アイスクリーム工場で零下30度の中、本当は1時間ごとに休憩しなければいけないところ、5時間もぶっ通しで作業をしていたこともある。仕事を終えてリハーサルに向かう車では、体中の関節という関節が固く、解凍されるものの気持ちがわかった。」と語っている。その他、ヘーベルハウスの建築現場でのアルバイトを「求人広告には軽作業と書いてあったのに、この世のものとは思えないほど重いものを運ばされた。」と回想していた。また、同番組内では今後の自分の音楽の方向性として「今までは、人生の中で両極端の幸せや辛さを歌うことが多かったが、なんでもない日常の幸福などを歌っていきたい。」と話している。これはTourbillonの「もう一度君に」リリース時のインタビューでも語っており、「結婚してから、歌いたい物の方向性が変わった」と話している。
LUNA SEAがREBOOT以降、偶にLUNA SEAのライブでギターを演奏するようになった。

#### 個人的内容
腕の刺青をレーザー手術で消しているが消し切れておらず、このため、メディアに登場する時は必ず長袖を着用している。
幼い頃から西城秀樹のファンであり、彼に影響を受けていることを公言していた。西城とは自身ソロ歌手で初出場の『NHK紅白歌合戦』（1997年）での共演後から親交があり、彼の影響で最近はゴルフにも興味を持ち始めている。しかし西城は2018年5月16日に63歳で病死。河村は「紅白歌合戦の楽屋で、ソワソワしていた時気さくに声を掛けてくれたのが秀樹さんで、そのお陰で心が安らぎました。それからはずっと兄貴のように慕っていました」と懐古。西城の出身地・広島県へのライブに向かう途中に訃報を聞き、「丁度虫が知らせるじゃないんですが、その1・2週間前からよく友人と秀樹さんの話になったんですよね…」と寂しげに語っていた。
T.M.Revolutionの西川貴教は、同い年/同期で、インディーズ時代からの知り合い。
2006年5月24日発売のカバー・アルバム『evergreen 〜あなたの忘れ物〜』でオフコースの「YES-YES-YES」を取り上げているが、河村は2006年5月13日発売の『CDでーた』で、「純粋に小田和正さんの声が素晴らしいと感じた」と話している。また、同年5月18日配布のフリーペーパー『R25』で、「音楽に携わるものとしての自我に目覚めた」と語っている。
2013年参院選においては、鈴木寛の推薦人となっている。

## 受賞歴
1997年
- 第13回ザテレビジョンドラマアカデミー賞 新人俳優賞（『ふたり』）[19]

## ディスコグラフィ

### シングル
|            | 発売日         | タイトル               | カップリング                                  | 規格品番               | 規格品番                | オリコン 最高位 | 初出アルバム                  | 備考             |
| 初回限定盤 | 発売日         | タイトル               | カップリング                                  | 通常盤                 |                         | オリコン 最高位 | 初出アルバム                  | 備考             |
| ---------- | -------------- | ---------------------- | --------------------------------------------- | ---------------------- | ----------------------- | --------------- | ----------------------------- | ---------------- |
| 1st        | 1997年2月21日  | I love you             | CIELO                                         |                        | VIDL-10855              | 4位             | Love                          |                  |
| 2nd        | 1997年4月23日  | Glass                  | Kiss                                          |                        | VIDL-30008              | 2位             | Love                          | ミリオン         |
| 3rd        | 1997年7月18日  | BEAT                   | KI SE KI                                      |                        | VIDL-30042              | 4位             | Love                          |                  |
| 4th        | 1997年10月15日 | Love is...             | xyZ                                           |                        | VIDL-30058              | 4位             | Love                          |                  |
| 5th        | 2001年4月25日  | Nē                     | Open your heart / Stay with me                |                        | VICL-35245              | 5位             | 深愛〜only one〜              |                  |
| 6th        | 2001年6月21日  | 静かな夜は二人でいよう | 眠れない夜 / Flight                           |                        | VICL-35277              | 6位             | 深愛〜only one〜              |                  |
| 7th        | 2001年8月22日  | ジュリア               | Yeah Yeah / 浪漫                              |                        | VICL-35294              | 6位             | 深愛〜only one〜              |                  |
| 8th        | 2001年10月24日 | 君の前でピアノを弾こう | generation / share my destiny                 |                        | VICL-35319              | 9位             | 深愛〜only one〜              |                  |
| 9th        | 2001年11月21日 | 恋をしようよ           | Break an anxious night / 深月に恋文したためて |                        | VICL-35329              | 18位            | 深愛〜only one〜              |                  |
| 10th       | 2002年4月24日  | Sugar Lady             | I wanna be loved                              |                        | VICL-35377              | 12位            | very best of songs...         |                  |
| ー         | 2003年         | F114B                  | 激痛                                          |                        | RKM-0001                | ー              | アルバム未収録                | ファンクラブ限定 |
| 11th       | 2004年3月3日   | SPOON/Missing you      | ー                                            |                        | COCA-15641              | 9位             | VANILLA                       | 両A面            |
| 12th       | 2007年4月18日  | 誰の為でもなく君に...  | Flow / きらめきの向こう                       | COZA-259-60 COZA-261-2 | COCA-15973              | 15位            | ORANGE                        |                  |
| 13th       | 2007年10月31日 | Once Again             | あの日の少年 / Hello Hello                    |                        | COCA-16022              | 27位            | evergreen anniversary edition |                  |
| 14th       | 2009年2月4日   | ヒロイン               | 誰もかれも騎士 / 緑の詩                       | COZA-356〜357          | COCA-16153              | 15位            | ピアノ                        |                  |
| 15th       | 2009年9月30日  | Brilliant Stars        | 朝日にゆるされ / Song for you                 | AVCD-31730/B           | AVCD-31371              | 9位             | Sora                          |                  |
| 16th       | 2010年1月20日  | 抱きしめて             | Fly away / 最後の口づけ                       | AVCD-31790/B           | AVCD-31791              | 17位            | Sora                          |                  |
| 17th       | 2011年7月20日  | YO GA YONARA...        | 白い絵の具                                    | YICQ-10062/B           | YICQ-10063              | 29位            | Fantasia                      |                  |
| 18th       | 2013年5月29日  | 七色                   | the earth〜未来の風〜                         |                        | AVCD-48414/B AVCD-48415 | 26位            | Life                          |                  |

### オリジナル・アルバム
|            | 発売日         | タイトル                   | 規格品番                | 規格品番   | 規格品番   | オリコン 最高位 |
| 初回限定盤 | 発売日         | タイトル                   | 通常盤                  | SHM-CD盤   |            | オリコン 最高位 |
| ---------- | -------------- | -------------------------- | ----------------------- | ---------- | ---------- | --------------- |
| Mini1st    | 1997年6月21日  | Cranberry Soda             |                         | VICL-60049 |            | 1位             |
| 1st        | 1997年11月22日 | Love                       |                         | VICL-60151 | VICL-70105 | 1位             |
| 2nd        | 2001年12月19日 | 深愛〜only one〜           | VICL-60825A             | VICL-60825 | VICL-70106 | 5位             |
| Mini2nd    | 2002年7月17日  | 人間失格                   |                         | VICL-60912 |            | 18位            |
| 3rd        | 2004年4月7日   | VANILLA                    | COCP-32563              | COCP-32772 |            | 12位            |
| 4th        | 2007年6月20日  | ORANGE                     |                         | COCP-34282 |            | 18位            |
| 5th        | 2009年4月1日   | Piano                      |                         | COCP-35471 |            | 17位            |
| 6th        | 2010年2月24日  | Sora                       | AVCD-38019/B            | AVCD-38020 |            | 21位            |
| 7th        | 2011年8月31日  | Fantasia                   | YICQ-10064/B YIC1-10087 | YICQ-10065 |            | 20位            |
| 8th        | 2013年9月11日  | Life                       | AVCD-38742/B            | AVCD-38743 |            | 16位            |
| Mini3rd    | 2014年10月1日  | Concept RRR 『never fear』 | AVCD-93024/B            | AVCD-93025 |            | 18位            |
| 9th        | 2015年10月28日 | Magic Hour                 |                         | AVCD-93304 |            | 18位            |
| 10th       | 2016年9月28日  | Colors of time             | AVCD-93475/B            | AVCD-93476 |            | 29位            |
| 11th       | 2020年7月8日   | Close to you               |                         | VOX-1001   |            |                 |
| 12th       | 2020年7月8日   | Account of a dream         |                         | VOX-1002   |            |                 |
| 13th       | 2021年1月16日  | BEAUTIFUL LIE              |                         | VOX-1003   |            |                 |

### ベスト・アルバム
|        | 発売日        | タイトル              | 規格品番   | 規格品番   | オリコン 最高位 | 備考             |
| 通常盤 | 発売日        | タイトル              | SHM-CD盤   |            | オリコン 最高位 | 備考             |
| ------ | ------------- | --------------------- | ---------- | ---------- | --------------- | ---------------- |
| 1st    | 2002年9月26日 | very best of songs... | VIZL-67    | VICL-70104 | 8位             | シングル・ベスト |
| 2nd    | 2004年3月24日 | Dear...               | VICL-61315 |            | 53位            | バラード・ベスト |

### カバー・アルバム
|            | 発売日        | タイトル                      | 規格品番                | 規格品番     | オリコン 最高位 | 備考                                                     |
| 初回限定盤 | 発売日        | タイトル                      | 通常盤                  |              | オリコン 最高位 | 備考                                                     |
| ---------- | ------------- | ----------------------------- | ----------------------- | ------------ | --------------- | -------------------------------------------------------- |
| 1st        | 2006年5月24日 | evergreen 〜あなたの忘れ物〜  |                         | COCP-33643   | 10位            |                                                          |
| 2nd        | 2007年12月5日 | evergreen anniversary edition |                         | COZA-279-281 | 23位            | セルフカバー、カバー、DVDの3枚組                         |
| 3rd        | 2011年3月9日  | THE VOICE                     | YICQ-10059/B YIC1-10061 | YICQ-10060   | 34位            |                                                          |
| 4th        | 2012年8月8日  | The Voice 2                   | YICQ-10238/B            | YICQ-10239   | 40位            |                                                          |
| 5th        | 2017年        | ЯK Standard「彼方まで」       |                         | RKF-0006     |                 | ライヴ会場・ファンクラブ限定、同名アルバムのセルフカバー |

### ЯKS

#### シングル
- 彼方まで（feat.RISA）
- missing（feat.RISA）
- goes on forever（feat.KOKIA）
- melody（feat.KOKIA）

#### アルバム
- 彼方まで

### 映像作品
|     | 発売日         | タイトル                                                                                     | 規格品番                     |
| --- | -------------- | -------------------------------------------------------------------------------------------- | ---------------------------- |
| 1st | 2002年3月21日  | TIME OF LEGEND 1997-2001                                                                     | VIVL-280 (VHL) VIBL-57 (DVD) |
| 2nd | 2003年8月      | F120A（ファンクラブ限定）                                                                    | RKM-D0001                    |
| 3rd | 2008年5月      | 河村隆一 at 日本武道館 "70の物語" 雪の武道館（ファンクラブ限定）                             | RKM-D0002〜0004              |
| 4th | 2010年12月15日 | 河村隆一×我流 第一章 HIBIKI                                                                  | PCBG-11075                   |
| 4th | 2010年12月15日 | 河村隆一×我流 第二章 PRIVATE                                                                 | PCBG-11076                   |
| 5th | 2011年05月18日 | 河村隆一 No Mic, No Speakers Concert 世界遺産アンコール遺跡群 vs Ryuichi Kawamura 神々の黄昏 | PCBG-51750                   |
| 6th | 2011年06月15日 | 河村隆一×我流 第三章 世界遺産アンコール遺跡群 vs Ryuichi Kawamura 神々の黄昏                 | PCBG-11112                   |
| 7th | 2011年11月     | 河村隆一 at 日本武道館“限界のその先へ”100の物語（ファンクラブ限定）                          | RKM-D0005〜0008              |
| 8th | 2012年8月      | 河村隆一 Tour2011“GREATEST VOICE”〜魂の叫び〜（ファンクラブ限定）                            | RKM-D0009                    |
| 9th | 2023年05月20日 | 河村隆一 Live 2020 中野サンプラザホール 2020.11.14（ライヴ会場・ファンクラブ限定）           | VOX-D001                     |

### テーマ採用およびタイアップ曲
| 楽曲                   | タイアップ | 時期   |
| ---------------------- | --- | ------ |
| I love you             | TBS系全国ネット『COUNT DOWN TV』3月エンディングテーマ                                                                | 1997年 |
| CIELO                  | 日本テレビ系全国ネット『ダウンタウンデラックス』エンディングテーマ                                                   | 1997年 |
| Glass                  | テレビ朝日系『ビートたけしのTVタックル』エンディングテーマ                                                           | 1997年 |
| BEAT                   | NHK総合テレビ『ポップジャム』オープニングテーマ                                                                      | 1997年 |
| Love is...             | TBS系全国ネット『日立 世界・ふしぎ発見!』エンディングテーマ ファミリーマート「'97秋キャンペーン」TV CMソング         | 1997年 |
| xyZ                    | メニコンZ CMソング                                                                                                   | 1997年 |
| Nē                     | 日本テレビ系『スーパーテレビ情報最前線』エンディングテーマ                                                           | 2001年 |
| Stay with me           | 東映映画『走れ!イチロー』主題歌                                                                                      | 2001年 |
| 静かな夜は二人でいよう | ハウス食品『やさいのカレー』CMソング                                                                                 | 2001年 |
| ジュリア               | ハウス食品『オーザック』CMソング                                                                                     | 2001年 |
| 君の前でピアノを弾こう | テレビ東京系「おはスタ」秋のテーマソング                                                                             | 2001年 |
| 恋をしようよ           | フジテレビ系「愛の勝ち組×恋の負け組」エンディングテーマ                                                              | 2001年 |
| Sugar Lady             | テレビ朝日系ドラマ『九龍で会いましょう』主題歌                                                                       | 2002年 |
| Stop the time forever  | 「ピカレスク 人間失格」の主題歌                                                                                      | 2003年 |
| SPOON                  | 日本テレビ系『FIFAワールドカップアジア予選「日本vsオマーン」』イメージソング 日本テレビ『汐留スタイル!』Stylish Play | 2004年 |
| きらめきの向こう       | フジテレビ系ドキュメンタリー「13歳の遺言～健ちゃんが伝えたかったこと～」主題歌                                       | 2007年 |
| Once again             | 第12回お台場メモリアルツリー・第27回さっぽろホワイトイルミネーションテーマソング                                     | 2007年 |
| 緑の詩                 | 第34回主要国首脳会議の公式テーマソング                                                                               | 2008年 |
| Brilliant Stars        | ジェムケリーCMソング                                                                                                 | 2009年 |
| 抱きしめて             | ジェムケリーおよびレコチョクのCMソング                                                                               | 2010年 |
| 七色                   | フジテレビ系ドラマ『白衣のなみだ』エンディングテーマ                                                                 | 2013年 |
| the earth〜未来の風〜  | BSジャパン『省エネの達人 企業編』テーマソング                                                                        | 2013年 |
| never fear             | 劇場版『頭文字D Legend1 -覚醒-』主題歌                                                                               | 2014年 |
| 長い夜の終わりに       | BSジャパン『省エネの達人 企業編』テーマソング                                                                        | 2014年 |

### その他
1. OveRtaKerS (2011年3月9日) - m.o.v.eとのコラボレーション曲。m.o.v.e feat.RYUICHI KAWAMURA × SUGIZOとして参加。
2. bye-bye my love（2012年）-舞台『走れメロス』主題歌
3. 風のうた（2013年2月6日） - 『あらしのよるに 〜ひみつのともだち〜 シアターセレクション 〜きずな編〜』主題歌

### 楽曲提供・プロデュース
50音順
- あずままどか 「リセット」
- IZAM 「瞳閉じて」「羽と作り物の花」
- 石井聖子 「everyday clear sky」
- ISSA 「LUV is Forever」
- 上原多香子 「my first love」「my greatest memories」「dry city」「Everyone I'll meet soon」「Come close to me」「灰色の世界」「Heaven」「Meaning of born」「Reason of born」「クラスメイト」「lonely girl」「SWEET DREAMS」
- 奥菜恵 「ゆらゆら」「YuKi」
- Otoha 「サイン」
- oha-girl 「君の前でピアノを弾こう」
- KIYOSHI 「きよしこの夜」
- 工藤静香 「きらら」「in the sky」「一瞬」「piece of a star」
- ケリー・チャン 「残された炎」「厳重(広東語)」
- 西城秀樹 「時のきざはし」「今キミに」「Jasmine」「Love of My Life」「キミの前に〜Night Jasmine〜」
- 酒井法子 「涙色/蝶々」
- 猿岩石 「Christmas」
- ズッコケガールズ 「↑UP3(アップアップアップ)」「ギュッとしたいな」
- Say a Little Prayer 「小さな星」「好き」「a day」「流れ星」「深愛」「三人」「花の命は短い」「恋はコンビニで・・・」「いつの日か」「BEAT」「like of love」「figure」「Yes No」「星の数だけ」「kiss me」「一周」「Dream」「escape」「進化」「ラララ」「花」
- 檀れい 「あなたに逢いたい」
- チェキッ娘 「抱きしめて」
- 中ノ森BAND 「想いのままに」
- 早川まみ 「みんなでフーフー」
- masumi 「包んであげたい」「パレード」
- メモリーキャッツ 「TOMORROW」

## ライブ
- Concert Tour「鼓動」1997年全15カ所18公演+追加公演1カ所1公演
- 単発ライブ「深愛」2001年日本武道館にて
- Concert Tour「覚醒」2001年全10カ所13公演
- TOUR「覚醒in KOREA」2002年韓国にて
- Concert Tour 2002「真昼の月と真夜中の太陽」2002年全14カ所16公演
- Concert Tour 2002「真昼の月と真夜中の太陽アンコール」「COUNT DOWN SPECIAL」同時開催2002年12/31〜2003年1/1
- 河村隆一 TOUR2003『風のささやきと君と』Special Acoustic Night 2003年全12カ所12公演
- Concert Tour 2003 re「〜新たなる扉の向こうへ〜」2003年全9カ所9公演
- Concert Tour 2003 re「〜新たなる扉の向こうへ〜アンコール2003 LAST DAY LIVE」「COUNTDOWN SPECIAL」同時開催2003年12月31日 - 2004年1月1日
- 河村隆一Tour2004「バニラ〜次の瞬間…〜」2004年全20カ所20公演
- 河村隆一Tour2004「バニラ〜次の瞬間…〜スペシャルアンコール-再演-」2004年全3カ所5公演
- カウントダウンライブ2004-2005「自分の言葉で」2004年12/31〜2005年1月1日（ユニットTourbillon初披露）
- 河村隆一 Tour 2005「もう一人の自分」2004年全12カ所12公演（自身初のカヴァーコンサート）
- 河村隆一 Tour 2006「ever green 〜あなたの忘れ物届けたくて・・・〜」2006年全19カ所19公演（7人構成Version 5人構成Version 3人構成Versionの3タイプ）
- Tour2006 "evergreen" 追加公演 COUNT DOWN 2006-2007 10th Anniversary Eve
- RK 10th Anniversary Action#2 河村隆一 Tour 2007 〜誰の為でもなく君に...〜 2007年全16ヶ所19公演
- RK 10th Anniversary Action #3 河村隆一 Tour 2007 〜誰の為でもなく君に...〜 acoustic session 追加公演
- RK 10th Anniversary Action #4 河村隆一 with オーケストラ “Symphonic Once again”
- RK 10th Anniversary Action Extra 河村隆一 2007 Last Talk&Acoustic Live（昼の部）COUNT DOWN 2007-2008 『自分の言葉で』“evergreen anniversary edition night”（夜の部）〜品川ステラボール
- RK 10th Anniversary Action FINAL 河村隆一 at 日本武道館 "70の物語" 2008年2月3日（全70曲を網羅する4時間程のスペシャルライブ）
- Ryuichi Kawamura presents No Mic,No Speakers Concert 2009 2009年3月28日（土）〜3月29日（日）全1カ所3公演　Bunkamuraオーチャードホール
- Ryuichi Kawamura presents No Mic,No Speakers Concert #002 2009年12月26日 (土) 全1カ所2公演　東京オペラシティ コンサートホール（昼夜公演）
- Ryuichi Kawamura presents No Mic,No Speakers Concert #003 2010年8月29日 (日) 〜 9月24日 (金)　全5カ所6公演　NHK大阪ホール、かつしかシンフォニーヒルズ モーツァルトホール、豊田市コンサートホール、仙台市青年文化センター、東京オペラシティ コンサートホール（2日間）
- Ryuichi Kawamura presents No Mic,No Speakers Concert #004 2012年2月7日 (金) 〜3月1日 (木)　全3カ所4公演 NHK大阪ホール、愛知県芸術劇場 大ホール、東京オペラシティ コンサートホール（2日間）
- Ryuichi Kawamura presents No Mic, No Speakers Concert #005 2013年9月20日 (金)　東京オペラシティ コンサートホール
- Ryuichi Kawamura presents No Mic, No Speakers Concert #006 2014、年4月28日 (月)　かつしかシンフォニーヒルズ モーツァルトホール
- Ryuichi Kawamura presents No Mic, No Speakers Concert #007 2014年11月28日 (金)　三井住友海上しらかわホール (愛知県)
- Ryuichi Kawamura presents No Mic, No Speakers Concert #009 2015年5月16日 (土)　東京オペラシティ コンサートホール
- Ryuichi Kawamura Presents No Mic, One Speaker Concert at Church Tour 2022（すべて中止）
  - 2022年4月20日(水) 北山ル・アンジェ教会（京都）、4月22日(金) 南青山ル・アンジェ教会（東京）、4月25日(月) 覚王山ル・アンジェ教会（愛知）
- RKF MEETING Vol.52 No Mic, One Speaker Concert　2022年5月10日(火) 南青山ル・アンジェ教会（東京）（中止）

## 出演

### NHK紅白歌合戦出場歴
| 年度/放送回               | 回 | 曲目       | 出演順 | 対戦相手                   |
| ------------------------- | -- | ---------- | ------ | -------------------------- |
| 1997年（平成9年）/第48回  | 初 | Love is... | 16/25  | オーロラ・輝子(河合美智子) |
| 2001年（平成13年）/第52回 | 2  | ジュリア   | 04/27  | MAX                        |

### テレビドラマ
- ふたり（1997年、テレビ朝日） - 神永智也 役
- 成田離婚（1997年、フジテレビ） - 平尾龍之介 役
- 九龍で会いましょう（2001年、テレビ朝日） - 上三條秀太郎 役
- ナンバーワン（2001年、TBS） - 雅 役
- フードファイトスペシャル・香港死闘編(2001年、日本テレビ)  - 陳華龍 役
- 白衣のなみだ（2013年、東海テレビ） ‐ 杉本淳 役

### 映画
- ピカレスク 人間失格（2002年、ジーピー・ミュージアム・ドラゴン・フィルム） - 太宰治 役

### ミュージカル
- シカゴ（弁護士ビリー・フリン役）（2008年）
- 嵐が丘（ヒースクリフ役）（2011年7月）
- 銀河英雄伝説　第二章　自由惑星同盟篇（ヤン・ウェンリー役）（2012年4月）
  - 銀河英雄伝説　第三章　内乱（2013年3-4月）
  - 銀河英雄伝説　第四章前篇　激突前夜（2013年11-12月）
  - 銀河英雄伝説　第四章後篇　激突（2014年2-3月）
  - 銀河英雄伝説　特別講演　星々の軌跡（2015年6月）

### ラジオ
- 河村隆一のオールナイトニッポン（ニッポン放送、2001年10月 - 2002年3月） - 土曜1部担当

### CM
- 森永製菓「ハイソフト」
- KRH（ラジオCM、旧信和サービス時代より出演）
- 明治「カール」CMソング（2011年2月 - ）
- 日本テクノ（2023年7月 - ）

### イメージキャラクター
- 日本テクノ（2012年12月 - ）[22]

## 書籍
- Wave-河村隆一（アーティスト・ブック）
- 1997 河村隆一〜natural〜
- 石ころとダイヤモンド（写真小説）
- 河村隆一 作品集 「君の泪は 銀色の風」（フォト詩集）
- 「空を見上げたブルー」（絵本）鉛筆画のえ と さく - 2007年4月18日、武田ランダムハウスジャパン、ISBN 978-4270002100
- VOICE（CD瞬間の閃き付） - 2010年12月23日、無双舎、ISBN 978-4864084567（Kindle版あり）

### 小説
- 出逢い〜この熱が冷めてしまう前に〜　 - 1994年、角川書店
- 出逢い〜この熱が冷めてしまう前に〜（文庫）　 - 2002年9月、角川書店、ISBN 978-4043660025
- ガラスのメロディー - 1997年5月、角川書店、ISBN 978-4048729819
- ガラスのメロディー〜 the melody of glass （文庫）- 2002年6月、角川書店、ISBN 978-4043660018

### 楽譜
- ピアノ弾き語り 河村隆一 / 深愛 〜only one〜
- EASY PIANO SOLO 河村隆一 / 君の前でピアノを弾こう
- ギター弾き語り 河村隆一 / Guitar Song Book
- 河村隆一 / Piano Solo Instruments
- ギター弾き語り 河村隆一 / My Favarite Song